# Mistrzostwa Panamerykańskie w Zapasach 2018
Mistrzostwa rozegrano w dniach 3–6 maja 2018 roku w Limie (Peru).

## Tabela medalowa
Gospodarz zawodów został zaznaczony kolorem.
| Poz.    | Państwo           |    |    |    | Łącznie |
| 1       | Stany Zjednoczone | 14 | 6  | 5  | 25      |
| 2       | Kuba              | 10 | 3  | 4  | 17      |
| 3       | Wenezuela         | 2  | 3  | 4  | 9       |
| 4       | Kanada            | 1  | 4  | 7  | 12      |
| 5       | Meksyk            | 1  | 2  | 2  | 5       |
| 6       | Brazylia          | 1  | 1  | 3  | 5       |
| 7       | Portoryko         | 1  | 1  | 1  | 3       |
| 8       | Kolumbia          | 0  | 5  | 4  | 9       |
| 9       | Peru              | 0  | 2  | 6  | 8       |
| 10      | Ekwador           | 0  | 1  | 3  | 4       |
| .       | Dominikana        | 0  | 1  | 3  | 4       |
| 12      | Honduras          | 0  | 1  | 1  | 2       |
| 13      | Argentyna         | 0  | 0  | 2  | 2       |
| 14      | Chile             | 0  | 0  | 1  | 1       |
| .       | Salwador          | 0  | 0  | 1  | 1       |
| .       | Gwatemala         | 0  | 0  | 1  | 1       |
| Łącznie | Łącznie           | 30 | 30 | 48 | 108     |

## Wyniki

### W stylu klasycznym
| Waga   | złoty               | srebrny          | brązowy                        |
| ------ | ------------------- | ---------------- | ------------------------------ |
| 55 kg  | Sargis Khachataryan | Max Nowry        | Brandon Escobar                |
| 60 kg  | Luis Orta           | Jancel Pimentel  | Marat Garipow Andrés Montaño   |
| 63 kg  | Ryan Mango          | Gerardo Oliva    | Germán Díaz                    |
| 67 kg  | Ismael Borrero      | Manuel López     | Mario Molina Joílson Júnior    |
| 72 kg  | RaVaughn Perkins    | Wuileixis Rivas  | Christopher Palacios           |
| 77 kg  | Ariel Fis           | Jaír Cuero Muñoz | Reinier Jiménez Ângelo Moreira |
| 82 kg  | Luis Avendaño       | Geordan Speiller | Carlos Espinoza                |
| 87 kg  | Daniel Gregorich    | Yorgen Cova      | Carlos Adames Ben Provisor     |
| 97 kg  | Luillys Pérez       | Kevin Mejía      | Gabriel Rosillo Óscar Loango   |
| 130 kg | Óscar Pino          | Robert Smith     | Luis Román Yasmani Acosta      |

### W stylu wolnym
| Waga   | złoty            | srebrny              | brązowy                             |
| ------ | ---------------- | -------------------- | ----------------------------------- |
| 57 kg  | Reineri Andreu   | Óscar Tigreros       | Juan Ramírez Thomas Gilman          |
| 61 kg  | Joe Colon        | Joshua Bodnarchuk    | Juan Rodríguez                      |
| 65 kg  | Logan Stieber    | Abel Herrera         | Álvaro Rudesindo Alejandro Valdés   |
| 70 kg  | James Green      | Hernán Guzmán Ipuz   | Alexander Chavez                    |
| 74 kg  | Liván López      | Nazar Kulczycki      | Néstor Tafur Jorge Llano            |
| 79 kg  | Mark Hall        | Ethan Ramos          | Shawn Daye-Finlay Santiago Martínez |
| 86 kg  | David Taylor     | Yurieski Torreblanca | Pedro Ceballos Pool Ambrocio        |
| 92 kg  | Ben Provisor     | Esdras López         | Dalton Webb                         |
| 97 kg  | Reineris Salas   | Kyven Gadson         | José Díaz Jordan Steen              |
| 125 kg | Nick Gwiazdowski | Yudenny Alpajón      | Korey Jarvis Catriel Muriel         |

### W stylu wolnym kobiet
| Waga  | złoty              | srebrny                      | brązowy                            |
| ----- | ------------------ | ---------------------------- | ---------------------------------- |
| 50 kg | Whitney Conder     | Carolina Castillo            | Jade Dufour Mariana Díaz           |
| 53 kg | Sarah Hildebrandt  | Luisa Valverde               | Lilianet Duanes Betzabeth Argüello |
| 55 kg | Becka Leathers     | Cara Nania                   | Lady Morán                         |
| 57 kg | Alejandra Romero   | Lienna de la Caridad Montero | Michaela Beck Alexandria Town      |
| 59 kg | Andribeth Rivera   | Laurence Beauregard          | Kelsey Campbell                    |
| 62 kg | Yaquelin Estornell | Laís Nunes                   | Jackeline Rentería Kayla Miracle   |
| 65 kg | Forrest Molinari   | Breanne Graham               | -----                              |
| 68 kg | Yudaris Sánchez    | Soleymi Caraballo            | Leonela Ayoví Janet Sobero         |
| 72 kg | Veronica Keefe     | Hannah Gladden               | Diana Cruz                         |
| 76 kg | Adeline Gray       | Andrea Olaya                 | Mabelkis Capote Andrimar Lázaro    |